# Bheemunipatnam
Bheemunipatnam là một thành phố và khu đô thị của huyện Visakhapatnam thuộc bang Andhra Pradesh, Ấn Độ.

## Nhân khẩu
Theo điều tra dân số năm 2001 của Ấn Độ, Bheemunipatnam có dân số 44.156 người. Phái nam chiếm 49% tổng số dân và phái nữ chiếm 51%. Bheemunipatnam có tỷ lệ 60% biết đọc biết viết, cao hơn tỷ lệ trung bình toàn quốc là 59,5%: tỷ lệ cho phái nam là 67%, và tỷ lệ cho phái nữ là 54%. Tại Bheemunipatnam, 11% dân số nhỏ hơn 6 tuổi.